# Jordanowo (Lubusz)
Jordanowo is een dorp in de Poolse woiwodschap Lubusz. De plaats maakt deel uit van de gemeente Świebodzin en telt 650 inwoners. Op 11 september 2017 vierde Jordanowo zijn 750-jarig bestaan.